# Dérivée seconde discrète
En analyse numérique, on introduit parfois dans les problèmes de discrétisation la notion de dérivée seconde discrète, qui tend à reproduire l'opération de dérivation deux fois. Son principe repose sur l'approximation de cette dérivée faite en prenant deux points séparés d'une distance non infinitésimale.

## Définition
Soit une fonction f de la variable réelle x. On pose δx une quantité supposée « petite ». Alors la dérivée seconde discrète de f en un point x est la fonction :
{\displaystyle D^{2}f:x\mapsto {\frac {f\left(x+\delta x\right)+f\left(x-\delta x\right)-2f\left(x\right)}{\delta x^{2}}}}
Lorsque {\displaystyle \delta x\to 0}, on retrouve la dérivée usuelle, définie par la valeur limite du rapport ci-dessus.

## Exemple
Soit la fonction z définie par :
{\displaystyle z:t\mapsto -{\frac {1}{2}}\cdot g\cdot t^{2}+V_{0}\cdot t+Z_{0}}
Cette fonction correspond à la position d'un point matériel en chute libre, lancé verticalement à une vitesse V0 d'une hauteur Z0.
La dérivée seconde exacte de cette fonction est :
{\displaystyle {\ddot {z}}\left(t\right)=-g}
La dérivée seconde discrète est :
{\displaystyle D^{2}z\left(t\right)={\frac {z\left(t+\delta t\right)+z\left(t-\delta t\right)-2z\left(t\right)}{\delta t^{2}}}=-g}
Dans ce cas précis, la dérivée seconde discrète donne un résultat exact — dans la plupart des cas en revanche, et en particulier si la fonction n'est pas assez régulière, une erreur peut s'accumuler et donner des résultats aberrants.